# Pocket Gamer
Pocket Gamer — веб-сайт, посвящённый играм для мобильных устройств и портативных игровых систем, запущенный в марте 2006 года и принадлежащий британской компании Steel Media Ltd. Сайт публикует обзоры, рекомендации и другие материалы об играх для портативных платформ и ежегодно вручает премию Pocket Gamer Awards. Помимо основного сайта, ориентированного на конечных пользователей, команда Pocket Gamer создала сайт PocketGamer.biz для разработчиков мобильных игр и проводит крупнейшую в Европе конференцию, посвященную индустрии мобильных игр Pocket Gamer Connects.

## История
В 2008 году в сотрудничестве с O2, T-Mobile и Vodafone, началось издание печатного журнала Pocket Gamer с тиражом 500 000 экземпляров. В 2010 году журнал выходил дважды в месяц и его тираж составлял 150 000 экземпляров. В том же 2008 году появилась французская версия сайта PocketGamer.fr. В августе 2010 года французский сайт объединился с другим сайтом о мобильных телефонах, который занимал лидирующие позиции во Франции JMobil. Объединённый сайт был перезапущен под брендом PocketGamer.fr, а основатель и бывший редактор JMobil Джульен Рой стал директором французского отделения Pocket Gamer, которое помимо самого сайта так же занималась написанием обзоров для сторонник журналов, таких как Mobiles Magazine и IG Magazine.

## Критика
Британское издание The Guardian включила Pocket Gamer в рейтинг «100 важнейших веб-сайтов» и назвала его «лучшим сайтом о портативном гейминге», а газета The Sunday Times поместила его в рейтинг «5 лучших сайтов для геймеров».